# 高氏合鰓鰻
高氏合鰓鰻，又名柯氏合鳃鳗，為輻鰭魚綱鰻鱺目通鰓鰻科的其中一種，分布於全球各大海域，為深海魚類，棲息深度120-4800公尺，體長可達100公分，生活在大陸坡。

## 擴展閱讀
維基物種上的相關：高氏合鰓鰻